# マノッペッロ
マノッペッロ（イタリア語: Manoppello）は、イタリア共和国アブルッツォ州ペスカーラ県にある、人口約6,900人の基礎自治体（コムーネ）。

## 地理

### 位置・広がり

#### 隣接コムーネ
隣接するコムーネは以下の通り。括弧内のCHはキエーティ県所属を示す。
- アランノ
- カザリンコントラーダ (CH)
- キエーティ (CH)
- レットマノッペッロ
- ロシャーノ
- セッラモナチェスカ
- トゥッリヴァリニャーニ

## 行政

### 分離集落
マノッペッロには、以下の分離集落（フラツィオーネ）がある。
- Manoppello Scalo, Ripacorbaria, Santa Maria Arabona